# Oreodera lezamai
Oreodera lezamai är en skalbaggsart som beskrevs av Hovore 1990. Oreodera lezamai ingår i släktet Oreodera och familjen långhorningar.
Artens utbredningsområde är Costa Rica. Inga underarter finns listade i Catalogue of Life.